# Separadi (Lənkəran)
Separadi è un comune dell'Azerbaigian situato nel distretto di Lənkəran.

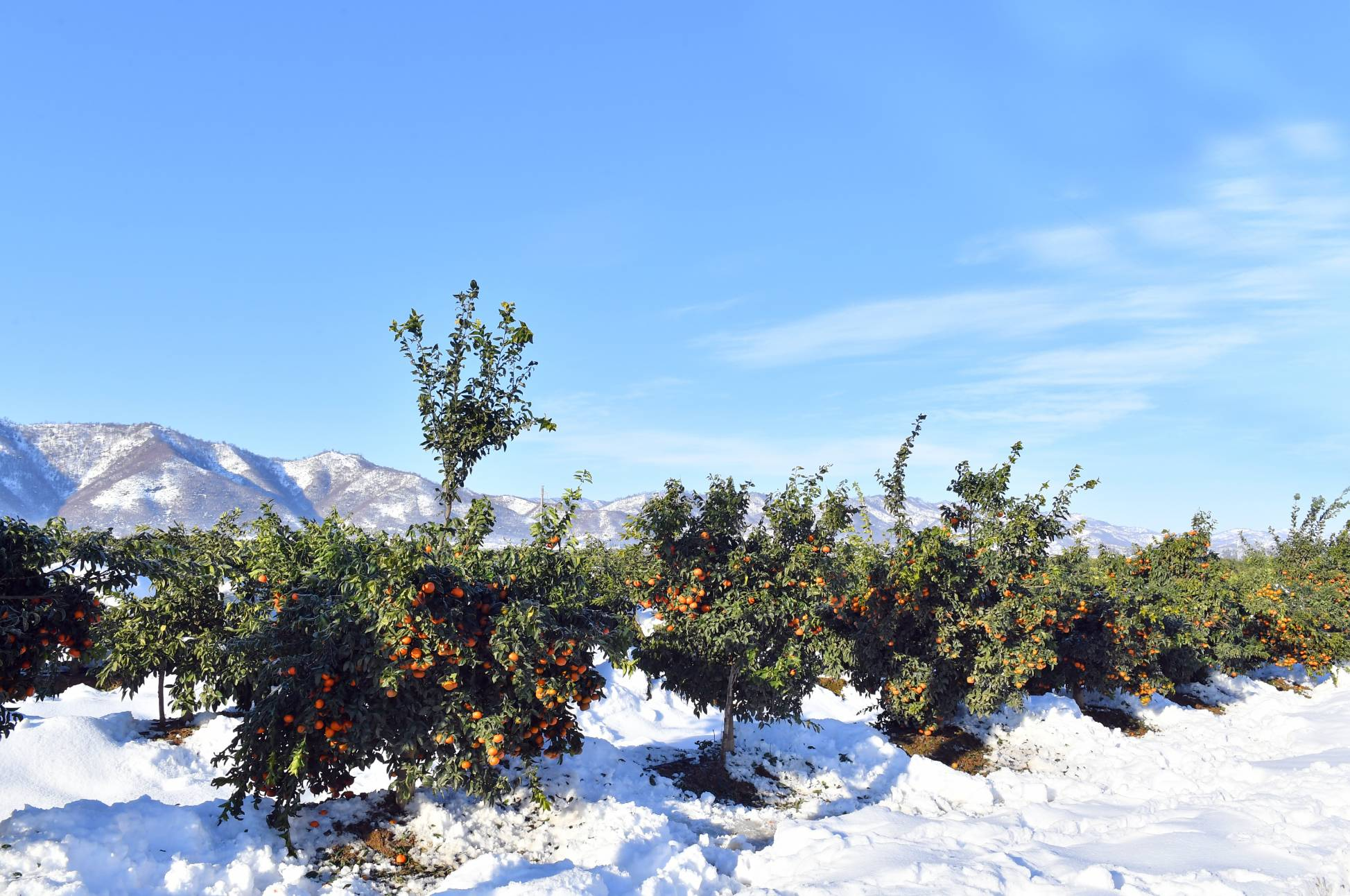
Giardino degli agrumi a Separidi 2024